# Antoni Świadek
Antoni Świadek (Pobiedziska, 1909 - Dachau, 1945) fue un sacerdote católico polaco, venerado como beato por la Iglesia católica.

## Biografía
Nació el 27 de marzo de 1909 en Pobiedziska, en Poznań. Era hijo de Władysław, un carretero, y Władysława, de soltera Mieleszyński.  Asistió a una escuela secundaria en Kępno, donde en 1928 aprobó su examen de finalización de la escuela secundaria. Estuvo activo en la Cofradía Mariana y en la exploración.
Inmediatamente después de graduarse de la escuela secundaria, ingresó al seminario en Poznań, donde fue ordenado sacerdote el 10 de junio de 1933. Se distinguió por la diligencia más que por el talento, la piedad y un carácter fuerte. Exigente consigo mismo, era comprensivo con sus colegas.

### Actividades en Bydgoszcz
En julio de 1933, se convirtió en vicario en la iglesia parroquial de Bydgoszcz y permaneció allí hasta su arresto en 1942. También fue nombrado explorador y capellán militar.
En 1937 fue asignado como sustituto a la iglesia filial de San Estanislao en Bydgoszcz en el suburbio de Siernieczek. En los años 1937-1939 dirigió actividades pastorales y condujo a la construcción de un presbiterio en la iglesia. Rápidamente se ganó el respeto de los feligreses. Trabajó con niños y adolescentes con especial pasión.
Después de la invasión alemana de Polonia en septiembre de 1939, se ofreció voluntariamente como capellán de una de las divisiones polacas y permaneció con ella hasta la derrota. Luego trabajó durante algún tiempo en un hospital para prisioneros de guerra polacos, hasta que regresó a Bydgoszcz.
En las condiciones de ocupación, intentó realizar actividades pastorales.  Contrariamente a las prohibiciones de las autoridades nazis, para realizar todas las ceremonias litúrgicas en idioma alemán, a menudo usaba el idioma polaco durante los servicios y funerales. Escuchó confesiones en polaco y en secreto preparó a los niños para la Primera Comunión. Cuidó de los pobres y conoció a los jóvenes que había conocido de su trabajo anterior en organizaciones, especialmente en el escultismo.

### Campo de concentración de Dachau
Esta actividad no pasó desapercibida para los alemanes. Fue denunciado por uno de los habitantes del distrito, cuya confesión escuchó en polaco, en el verano de 1942 fue arrestado por la Gestapo y encarcelado en Bydgoszcz. En octubre de 1942 fue deportado al campo de concentración de Dachau, donde le dieron el número 37193. Poco después de su llegada, enfermó de tifus, pero se recuperó.
Como sacerdote, fue tratado de manera particularmente brutal y obligado a trabajar duro. Trabajó en los comandos de Bekleidungslager, luego en las plantaciones y finalmente en el comando de transporte del campo. A principios de enero de 1945, enfermó de tifus. Esta enfermedad se convirtió en la causa de su muerte, que se produjo el 25 de enero de 1945. Su cuerpo fue arrojado al llamado Totenkammer, y luego enterrado en una fosa común fuera del campamento cerca de la aldea de Deutenhofen.

## Beatificación
En 1991, fue uno de los 108 mártires polacos por su fe, asesinados durante la Segunda Guerra Mundial, sujetos a procedimientos de beatificación. El 13 de junio de 1999 fue beatificado en Varsovia por el Papa Juan Pablo II. La memoria litúrgica se celebra el 25 de enero.

## Conmemoración
En la iglesia de san Estanislao en Bydgoszcz, hay una placa conmemorativa, financiada en 1948 por los feligreses en honor al sacerdote. En ese momento, se intentó nombrar la calle vecina (Kapliczna) en su honor, que no fue aceptado por las autoridades públicas. En la iglesia de san Miguel Arcángel en Pobiedziska, placa conmemorativa de mármol con la imagen del beato.